# Peso específico aparente seco
Na Mecânica dos solos o peso específico aparente seco {\displaystyle (\gamma _{d})} é definido numericamente como o peso dos sólidos (Ps) dividido pelo volume total (V), ou seja:
O valor obtido corresponde ao peso específico que o solo teria se ele perdesse toda a sua água sem entretanto variar seu volume.